# Optočlen

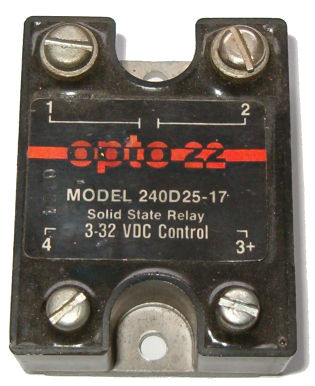
Výkonový optočlen. Jinak také optorelé nebo solid state relé.

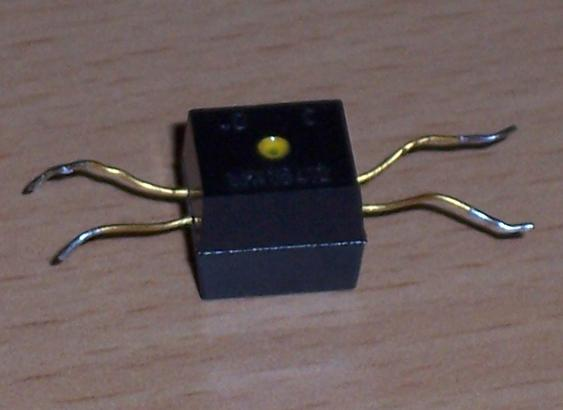
Starší typ tranzistorového optočlenu Tesla WK16412-2

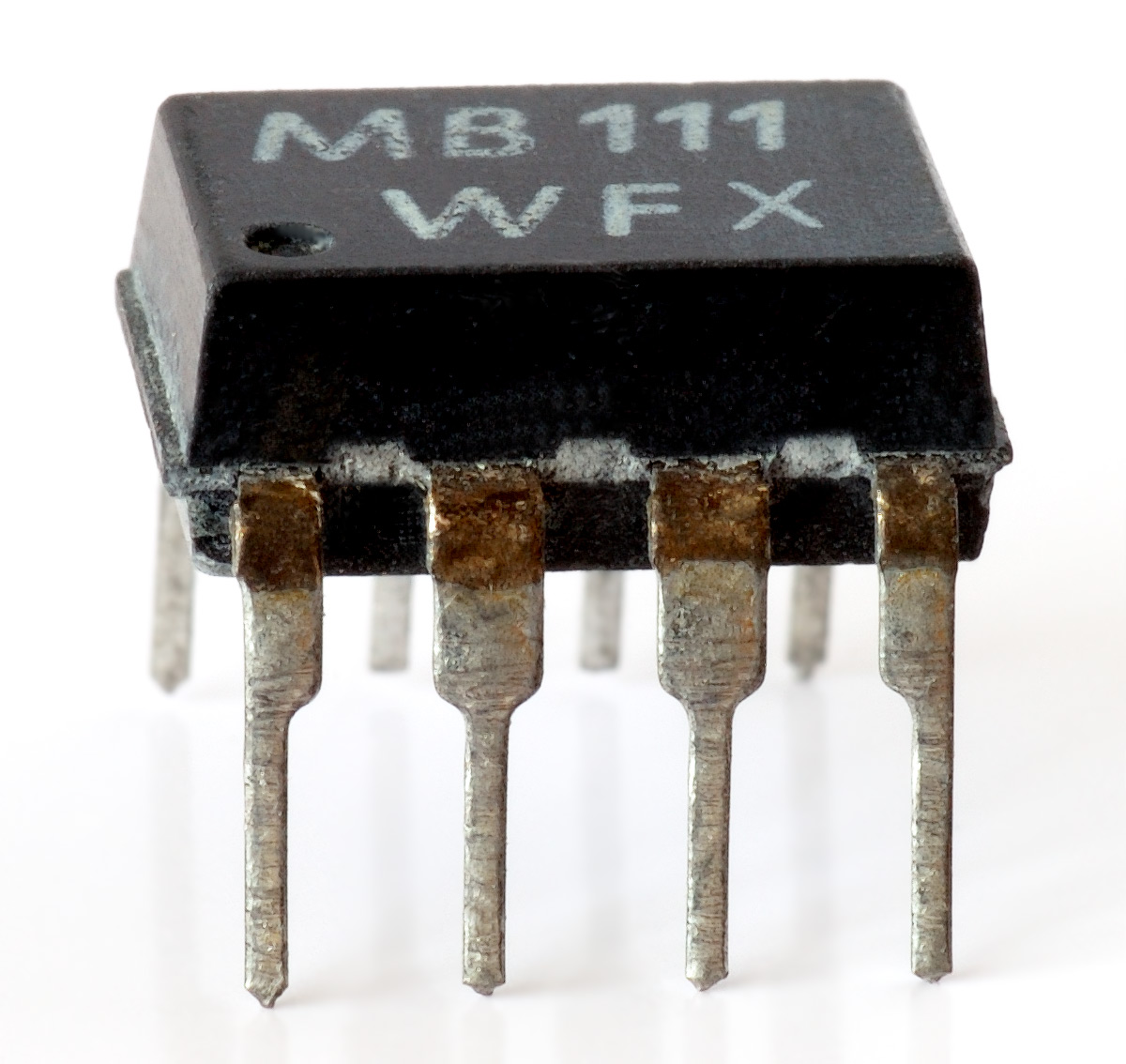
Novější typ tranzistorového optočlenu RFT

Optočlen je v elektrotechnice typ součástky, která slouží k elektrickému oddělení dvou elektrických obvodů. Využívá se například pro ochranu obsluhy elektrického zařízení před úrazem vysokým napětím (například u spínaného zdroje, tj. nabíječky mobilního telefonu apod.).

## Charakteristika
Optočlen slouží ke galvanickému oddělení dvou obvodů. Je složen z (infra-)LED a fotocitlivé polovodičové součástky, například fototranzistoru v různém provedení (PNP, NPN, nebo i v Darlingtonově zapojení). Když přivedeme na vstup optočlenu malý proud potřebný na rozsvícení LED, začne se fototranzistor otevírat podle proudu procházejícího diodou (LED) – čím větší proud, tím více světla a tím se i více otevře tranzistor. Otevřený přechod tranzistoru mezi emitorem a kolektorem způsobí sepnutí obvodu na výstupu. Díky galvanickému oddělení lze ovládat obvody, které se mezi sebou liší napěťovou úrovní v řádech stovek voltů. Toto použití je časté tam, kde potřebujeme mít úplně oddělená zařízení – včetně zemních (nulových) propojení.

## Druhy
Optoprvky lze rozdělit do několika kategorií, první z nich je, s jakým napětím mohou pracovat, jedná se zejména o tyto dvě:
- Optoprvky pro stejnosměrné napětí
- Optoprvky pro střídavé napětí

Dále se pak optoprvky rozlišují dle vnitřního zapojení a použitých polovodičů v prvku:
- Tranzistorové
  - Unipolární
  - Bipolární
- Tyristorové
- Triakové
- S operačním zesilovačem
- Speciální

Nejpoužívanějšími typy jsou v dnešní době tranzistorové, určené pro stejnosměrné napětí. Pro střídavé napětí se pak nejčastěji používají tak zvaná SSR (Solid State Relay), které jsou určeny pro velké výkony řádu několika desítek ampérů.

## Využití
- Pro galvanické oddělení.
- Používá se jako optická závora, pokud je pouzdro upraveno tak, že paprsek lze přerušit.
- Při použití optického vlákna mezi LED a fototranzistorem lze použít na přenos dat na velké vzdálenosti.

## Schéma zapojení

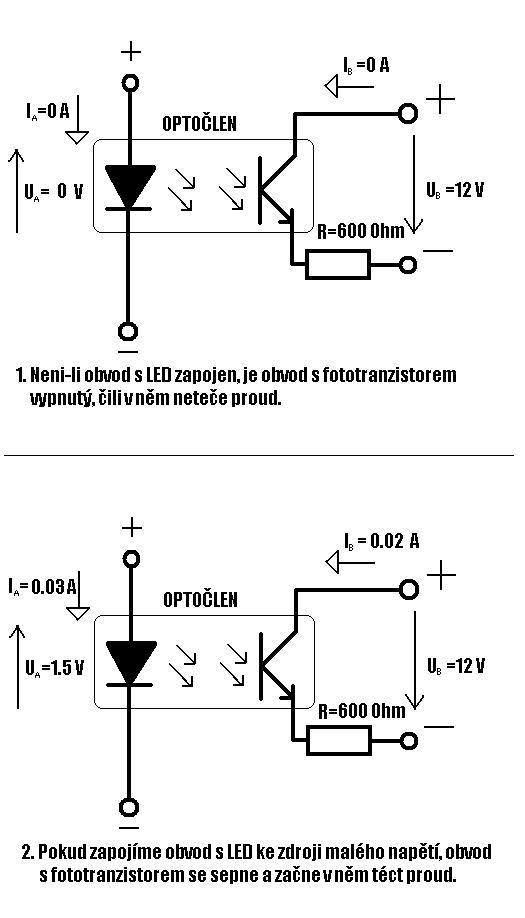
Schematické zapojení tranzistorového optočlenu.